# كريستيان غوميز (لاعب كرة قدم)
كريستيان غوميز (بالإسبانية: Cristian Gómez García) (27 يوليو 1989 بلوسبيتاليت دي يوبريغات في إسبانيا - ) هو لاعب كرة قدم إسباني في مركز الوسط. لعب مع إسبانيول وريال مدريد كاستيا ونادي أوسبيتاليت ونادي جيرونا وإسبانيول ب.

## وصلات خارجية
- كريستيان غوميز على موقع قاعدة بيانات كرة القدم.إي يو (الإنجليزية)
- كريستيان غوميز على موقع Soccerway.com (الإنجليزية)
- كريستيان غوميز على موقع AS.com (الإسبانية)